# أليسون جولدفراب
اليسون جولدفراب (بالإنجليزية: Alison Goldfrapp) (و. 1966 – م) هي موسيقية، ومغنية، ومنتجة أسطوانات، ومغنية مؤلفة من المملكة المتحدة. ولدت في لندن الكبرى.

## وصلات خارجية
- أليسون جولدفراب على موقع IMDb (الإنجليزية)
- أليسون جولدفراب على موقع ألو سيني (الفرنسية)
- أليسون جولدفراب على موقع ميوزك برينز (الإنجليزية)
- أليسون جولدفراب على موقع أول موفي (الإنجليزية)
- أليسون جولدفراب على موقع قاعدة بيانات الأفلام السويدية (السويدية)
- أليسون جولدفراب على موقع أول ميوزيك (الإنجليزية)
- أليسون جولدفراب على موقع ديسكوغز (الإنجليزية)
- أليسون جولدفراب على موقع قاعدة بيانات الفيلم (الإنجليزية)
- أليسون جولدفراب على موقع كينوبويسك (الروسية)